# Bromus variegatus
Bromus variegatus là một loài thực vật có hoa trong họ Hòa thảo. Loài này được M.Bieb. mô tả khoa học đầu tiên năm 1819.